# Edward Thomas Copson
Edward Thomas Copson (* 21. August 1901 in Coventry; † 16. Februar 1980 in St Andrews) war ein britischer Mathematiker.

## Leben
Copson machte 1922 am St John’s College der Universität Oxford seinen Bachelor und war dort Schüler von Augustus Edward Hough Love und Godfrey Harold Hardy. Edmund Taylor Whittaker holte ihn auf einen Dozenten-Posten (Lektor) an die Universität Edinburgh. Eine Anekdote besagt dazu, dass er Copson auf einem Bahnhof (Windermere) interviewte und ihm auf der anschließenden Zugfahrt den Lehrauftrag antrug. Er blieb bis 1930 in Edinburgh, als er unter Herbert Turnbull Dozent am St Andrews College wurde. 1931 heiratete er Beatrice Mary Whittaker, die älteste Tochter von Whittaker. 1934 erhielt er einen Lehrstuhl für Mathematik am Queen's College in Dundee, der späteren Universität Dundee. Von 1950 bis 1969 war er in der Nachfolge von Herbert Westren Turnbull Regius Professor of Mathematics an der University of St Andrews.
Copson untersuchte vornehmlich die klassische Analysis, asymptotische Entwicklungen, Differential- und Integralgleichungen sowie Probleme der Theoretischen Physik. Er verfasste ein Standardwerk über die Funktionentheorie, The theory of functions of a complex variable (1935), das sich insbesondere in den USA so gut verkaufte, dass er sein Haus um den von ihm so genannten „amerikanische Flügel“ durch die Honorare erweitern konnte.
Er galt als hervorragender Lehrer, der den Stoff mit bemerkenswerter Klarheit präsentierte. Er benutzte dazu keinerlei Aufzeichnungen.
Er war Fellow der Royal Society of Edinburgh.